# アルナルド・パンビアンコ
アルナルド・パンビアンコ（Arnaldo Pambianco、1935年8月16日 - 2022年7月6日）は、イタリア、ベルティノーロ出身の自転車競技（ロードレース）選手。1961年のジロ・デ・イタリア総合優勝者である。

## 経歴
1956年、メルボルンオリンピック・個人ロードレースに出場し7位。
1957年、世界選手権自転車競技大会・アマ個人ロードレース2位。同年10月にプロ転向。
1960年、ミラノ〜トリノ優勝。ツール・ド・フランス総合7位。
1961年、ジロ・デ・イタリアにおいて、ジャック・アンクティルの連覇を阻止し総合優勝。
1963年、ジロ・デ・イタリア区間1勝。ジロ・ディ・サルデーニャ総合優勝。
1964年、ブラバントス・パイル優勝。
1966年引退。